# Projekt Amad
Project Amad (persisch پروژه آماد) ist ein verdecktes und angeblich laufendes iranisches Forschungsprojekt, das einen funktionierenden Atomsprengkopf entwickeln soll. Am 30. April 2018 wurde das Projekt vom israelischen Premierminister Benjamin Netanjahu mit einer bizarren PowerPoint-Präsentation enthüllt. Keine der Informationen war jedoch neu und untermauerte seine Behauptung. Die IAEA hatte schon zehn Jahren zuvor ausführlich über diese Aktivitäten geschrieben.
US-Präsident Donald Trump sagte, dass Netanjahus Enthüllung ein Faktor für die Entscheidung sei, ob er aus dem Atomabkommen, das offiziell als Gemeinsamer umfassender Aktionsplan (JCPOA) bekannt ist austreten werde. Weitere Vertragsparteien des Atomabkommens mit dem Iran waren Großbritannien, Frankreich und Deutschland, neben Russland, China, und die Europäische Union. Am 8. Mai 2018 stieg Trump einseitig aus dem JCPOA aus und setzte die Sanktionen gegen den Iran wieder in Kraft. Noch am selben Abend äußerten die Regierungschefs von Frankreich, Großbritannien und von Deutschland ihr Bedauern über den einseitigen Ausstieg der USA aus dem Abkommen. Die EU konterte im Iran-Streit mit den USA mit der Aktualisierung des Abwehrgesetz gegen US-Sanktionen.
Laut Netanjahu wurde ein größeres Archiv an einen geheimen Ort in Teheran verbracht, und israelische Geheimdienste konnten angeblich wenige Wochen vor der Präsentation 55.000 Seiten Dokumente und gleich viele Dateien auf 183 CD-ROMs aus diesem Archiv in ihren Besitz bringen. Zahlreiche Dokumente, die Netanjahu während dieser Präsentation zeigte, stammen aus den Jahren 1999 bis 2003.
Details über das Projekt Amad waren bekannt und auch in dem Bericht der International Atomic Energy Agency (IAEA) aus dem Jahre 2015 erwähnt, und das Abkommen zum Stopp des iranischen Atomwaffenprogramms trat ohnehin erst im Jahr 2016 in Kraft. Ohne Netanjahu und dessen Präsentation zu erwähnen, bestätigte die IAEA am 1. Mai 2018, dass sie nach 2009 keine glaubwürdigen Hinweise auf Aktivitäten im Iran vorlagen, die für die Entwicklung eines nuklearen Sprengsatzes nach 2009 relevant seien. Die IAEA erklärte die Prüfung dieser Frage für abgeschlossen.